# William Buckland
Pour les articles homonymes, voir Buckland.
William Buckland est un ecclésiastique, géologue et paléontologue britannique, né le 12 mars 1784 à Axminster (Devon) et mort le 24 août 1856 à Islip (Oxfordshire).
Il est particulièrement célèbre parce qu'en 1824 il a été le premier à nommer et décrire le fossile d'un dinosaure (Megalosaurus), 18 ans avant que Richard Owen n'invente le mot « dinosaure » (Dinosauria). Buckland est aussi connu pour son soutien à la théorie du catastrophisme.

## Biographie
Il étudie la théologie au Corpus Christi College de l'Université d'Oxford, et se livre en même temps avec succès aux sciences naturelles.
En 1813 il succède à John Kidd pour donner des cours de géologie et de minéralogie. En 1819 il est le premier détenteur d'un nouveau poste de chargé d'enseignement. En 1818 il est élu membre de la Royal Society et en 1824 et à nouveau en 1840 il devient président de la Geological Society of London. Il est également membre de la Linnean Society of London. En 1832 il préside le second meeting de l'association britannique de promotion des sciences qui se tient alors à Oxford. Il devient en 1845 doyen de Westminster. En 1848 il reçoit la médaille Wollaston. La Royal Society lui décerne la médaille Copley en 1822.
Il s'efforce surtout de confirmer par les découvertes de la géologie les récits de la Genèse. Sa réputation se base sur ses publications, en particulier Reliquiæ diluvianæ, Relics of the Deluge 1823 où il complète ses observations de restes d'espèces éteintes découvertes dans les cavernes de Kirkdale dans le Yorkshire et expose ses convictions sur le parallèle avec l'histoire biblique du déluge.
La croyance de Buckland dans le catastrophisme en fait l'un des premiers partisans de la théorie de la glaciation proposée par Louis Agassiz, ce qui le conduit à travailler pour essayer de mettre en évidence des traces de glaciation en Grande-Bretagne.

## Un génie excentrique
Buckland est connu aussi bien pour ses travaux que pour son excentricité. Il avait chez lui des centaines d'os et de cailloux et possédait de nombreux animaux vivants. Il déclarait aussi qu'il avait mangé de toutes sortes d'animaux et d'insectes, considérant que chacun avait ses valeurs gustatives hormis la taupe et la mouche à viande, qu'il considérait comme immondes. Il donnait même ses cours accompagné de son ours qu'il avait déguisé en professeur pour l'occasion.

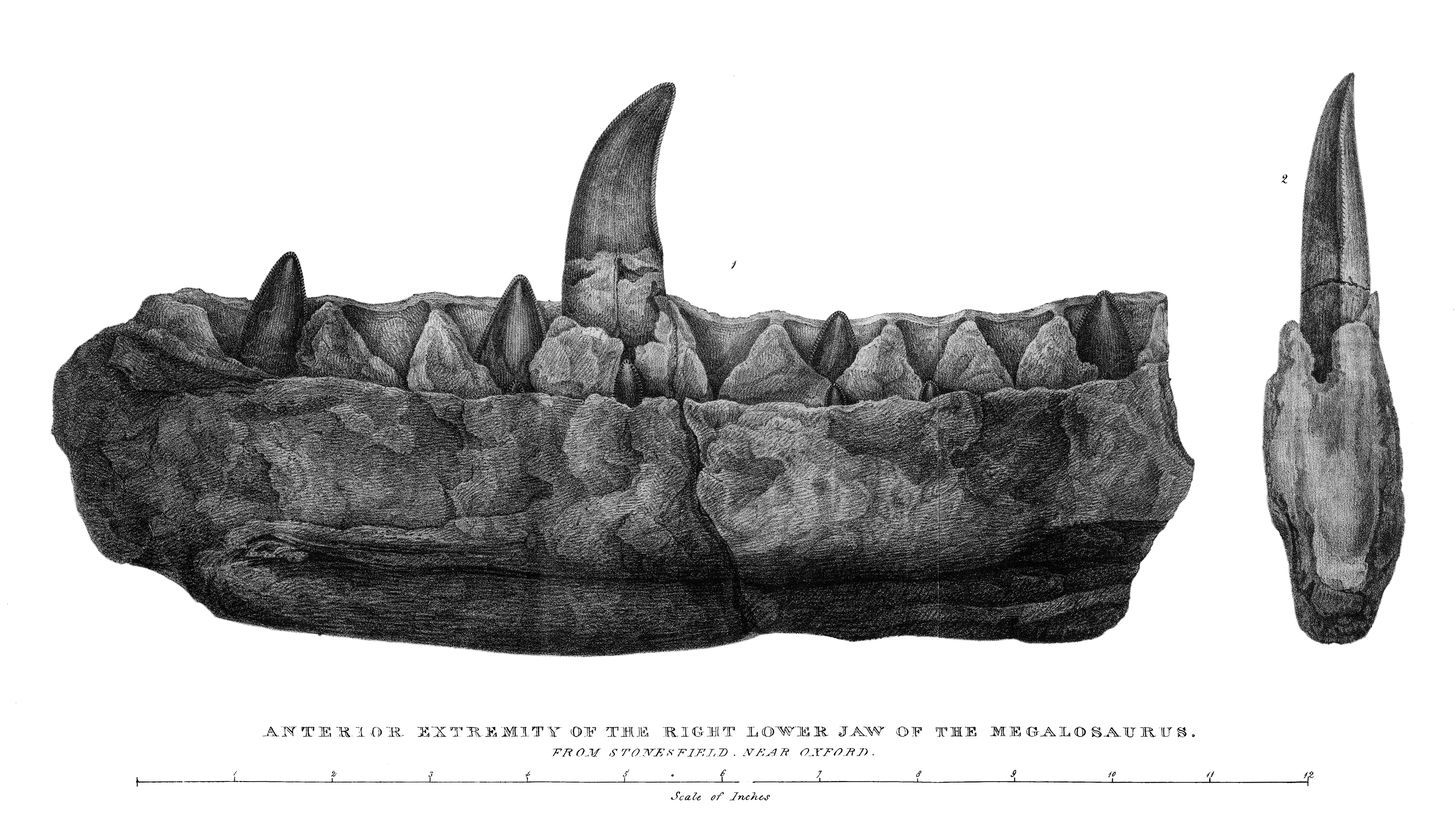
Fossile de mâchoire de mégalosaure étudié par Buckland

Pendant les guerres napoléoniennes on apporte à Buckland une moitié de mâchoire dotée encore de quelques dents. En 1824, après plusieurs années d'études comparatives et de correspondance (correspondance échangée avec plusieurs savants, dont l'anatomiste français Georges Cuvier), Buckland surprend tout le monde en déclarant que cette mâchoire appartient à un reptile géant, auquel il donne le nom de Megalosaurus. Lui et Cuvier avaient raison, car cette mâchoire appartenait à un « mégalosaure ». Buckland venait, sans le savoir, de baptiser le premier animal à avoir été identifié comme étant un gigantesque lézard venu d'un passé reculé, un groupe d'animaux qui 18 ans plus tard, en 1842, allaient recevoir de Richard Owen le nom de « dinosaures » (Dinosauria).
Buckland est réputé avoir avalé lors d'un dîner en 1848 un fragment du cœur de Louis XIV conservé dans un médaillon d'argent dans la résidence de la famille d'Harcourt à Nuneham,.

## Œuvres
- Reliquiæ diluvianæ (1823)
- La Géologie et la Minéralogie dans leurs rapports avec la Théologie naturelle (1837), ouvrage qui fait partie des Traités de Bridgewater (traduit par Louis Michel François Doyère, 1838).